# Fiordo de Forth
El fiordo o estuario de Forth (en inglés, Firth of Forth y  en gaélico escocés, Abhainn Dhubh, que significa 'río negro') es el estuario, o fiordo, del río escocés Forth. En este lugar, el mencionado río desemboca en el mar del Norte.

## Geografía

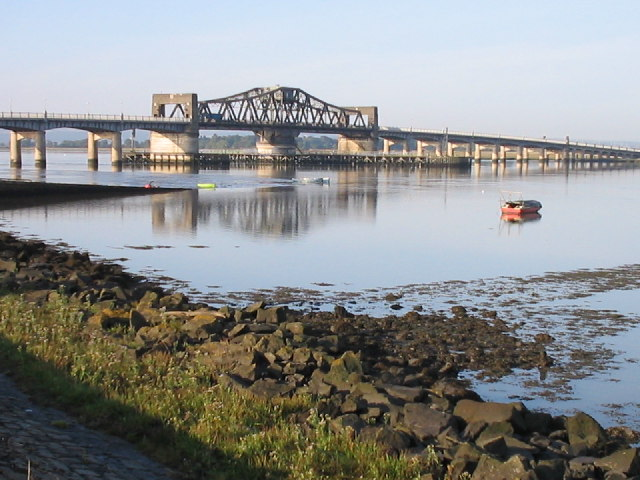
El puente de Kincardine, generalmente considerado el límite interior del fiordo.

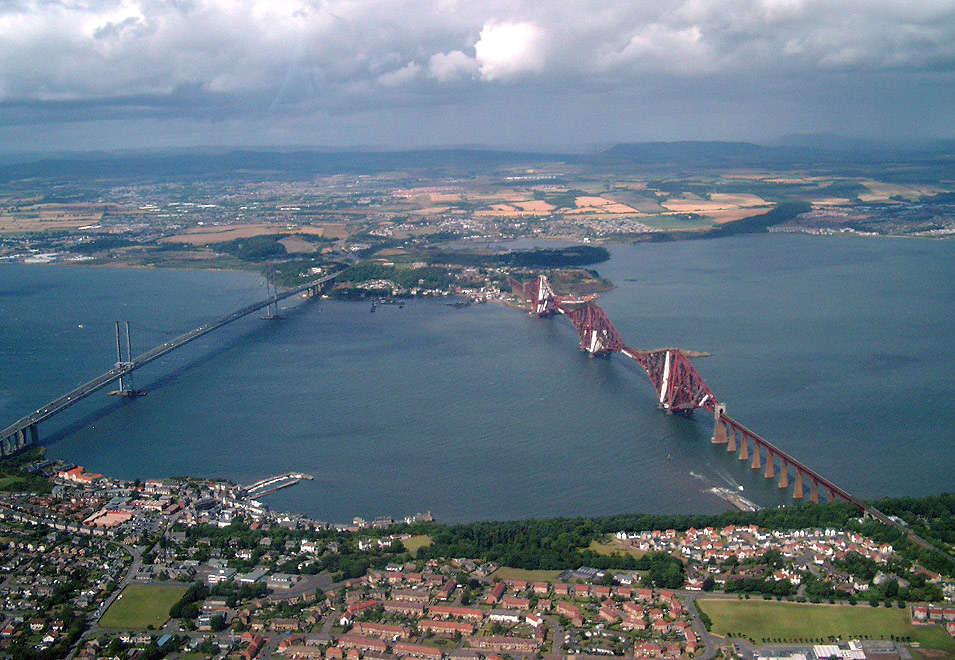
Dos de los puentes que cruzan el fiordo (Forth Road Bridge, izquierda; y Forth Rail Bridge derecha) y unen Edimburgo con la costa norte.

Geológicamente, el estuario de Forth es un fiordo formado por el glaciar Forth en el último período glacial en la isla de Gran Bretaña. 
El río está afectado por la marea tierra adentro hasta Stirling, pero en general se considera que el límite interior de la ría termina en el puente Kincardine. 
En sus costas hay muchas poblaciones, y también los complejos petroquímicos de Grangemouth, los muelles comerciales en Leith, una antigua plataforma petrolífera en los astilleros Methil, desguace de buques en las instalaciones de Inverkeithing y el astillero naval en Rosyth, además de muchas otras zonas industriales de la zona de Forth Bridgehead, Burntisland, Kirkcaldy, Bo'ness y Leven. 
El puente de Kincardine y los casi juntos puentes de Forth Road y de Forth cruzan el fiordo. Un tercer paso, situado junto al puente Kincardine fue inaugurado en 2008 (el 1 de octubre de 2008 se anunció que el nuevo puente sería llamado el puente de Clackmannanshire). 
En julio de 2007, un aerodeslizador de servicio de pasajeros completó una prueba de dos semanas entre Portobello, Edimburgo y Kirkcaldy, Fife. La prueba del servicio (comercializada como «Forthfast») fue considerada un gran éxito operacional, con un promedio de pasajeros del 85%. Si entrase en  servicio permanente, podría reducir la congestión de viajeros por carretera y ferrocarril que cruzan los puentes, estimado en unos 470.000 pasajeros al año. 
El interior del estuario, es decir, entre los puentes de Kincardine y Forth, ha perdido aproximadamente la mitad de su antigua área intermareal como resultado de la recuperación de tierras, en parte para la agricultura, pero principalmente para la industria, mediante las grandes lagunas de ceniza construidas para depositar los restos de la central eléctrica de Longannet, cerca de Kincardine. 
El estuario de Forth es importante para la conservación de la naturaleza y un sitio de interés científico especial («Site of Special Scientific Interest»).  La ZEPA de las Islas Firth of Forth (Zona de Protección Especial) acoge la cría de más de 90.000 aves marinas cada año. Hay un observatorio de aves en la isla de May.

## Islas en el fiordo
En el Firth of Forth se encuentran numerosas islas, entre las que destacan:

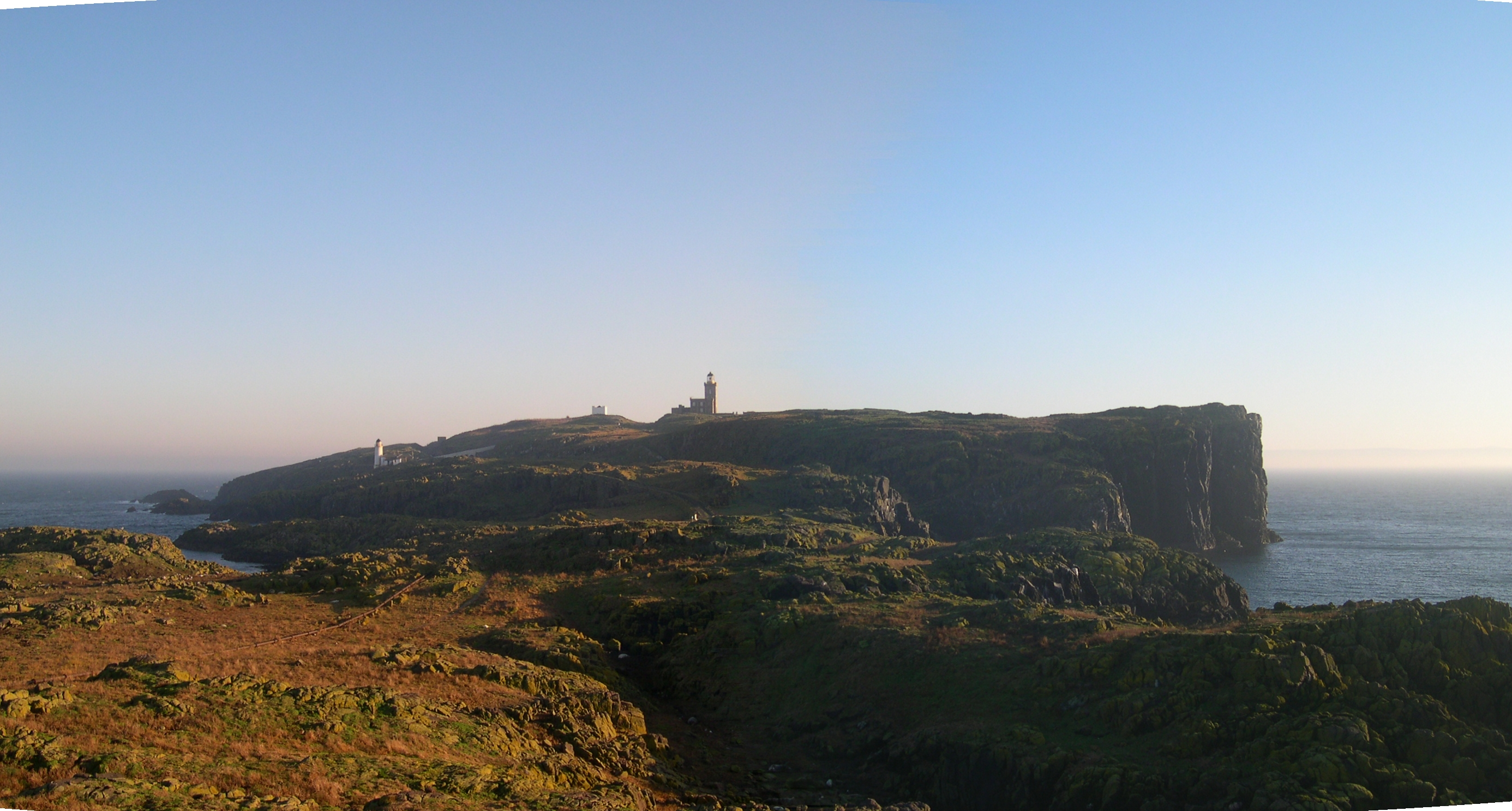
Vista de la isla de May, en el fiordo de Forth.

- Bass Rock
- Craigleith
- Cramond
- Eyebroughy
- Fidra
- Inchcolm
- Inchgarvie
- Inchkeith
- Inchmickery

## Asentamientos en el fiordo
Hay también numerosas localidades:
- Costa norte:
  - Aberdour, Anstruther
  - Buckhaven, Burntisland
  - Cellardyke, Crail
  - Culross
  - Dalgety Bay, Dysart
  - Earlsferry, East Wemyss, Elie
  - Inverkeithing
  - Kincardine, Kinghorn, Kirkcaldy
  - Leven, Lower Largo
  - Methil
  - North Queensferry
  - Pittenweem
  - Rosyth
  - St Monans

- Costa sur:
  - Aberlady, Athelstaneford
  - Blackness, Bo'ness
  - Cockenzie, Cramond
  - Dirleton, Dunbar, Dunglass
  - Edimburgo
  - Fisherrow
  - Grangemouth, Granton, Gullane
  - Inveresk
  - Leith, Longniddry
  - Musselburgh
  - North Berwick
  - Port Edgar, Portobello, Port Seton
  - Prestonpans
  - South Queensferry
  - Whitekirk